# Властимир Ђуза Стојиљковић
Властимир Ђуза Стојиљковић (Ражањ, 30. јун 1929 — Београд, 17. јун 2015) био је српски позоришни, филмски, радио и ТВ глумац.

## Биографија
Властимир Ђуза Стојиљковић је рођен у учитељској породици, од оца Младена и мајке Лепосаве. Мајка га је учила у првом и другом разреду, а отац у трећем и четвртом. Завршио је гимназију у Крушевцу, а глумом се бавио аматерски још као средњошколац. По завршетку средње школе се уписао на Рударско-геолошки факултет, који је напустио у трећем семестру и уписао се на Академију позоришних уметности.
Женио се два пута. Његова прва супруга била је глумица Олга Станисављевић, која је преминула 1987. године. Други пут се оженио са Душанком Врањанац.
Године 1983. добио је Октобарску награду града Београда, а 2001. је добио Добричин прстен. Године 2009. је добио Статуету Златни ћуран за животно дело.

### Позориште
Професионалну каријеру је започео 1946. године у Крушевачком позоришту. Још током студија на Позоришној академији почиње да игра 1951. у Београдском драмском позоришту (БДП). У БДП је радио до 1968, након чега је прешао у Атеље 212. У БДП се вратио 1978. и остао тамо до 1985, када је поново прешао у Атеље 212, у ком је играо до пензионисања 1995. Често је гостовао у бројним представама других театара (Југословенско драмско позориште, Народно позориште у Београду, Народно позориште Републике Српске у Бањалуци, Звездара театар и др). Одиграо је више од 150 позоришних улога.

### Филм и телевизија
На филму је дебитовао 1957. у Туђој земљи Јожеа Галеа. Велику популарност је стекао филмом Љубав и мода, за који је отпевао чувену песму Девојко мала. Осим те песме, снимио је још неколико које су објављене на сингл плочама. Прву филмску главну улогу одиграо је у ратној драми Ноћи и јутра Пјера Мајхровског 1959. За последњу филмску улогу у остварењу Без степеника освојио је постхумно Grand Prix на Филмским сусретима у Нишу. Остварио је укупно 18 улога у играним филмовима. Неколико пута је надсинхронизовао друге колеге у филмовима, те отпевао насловне нумере за неколико филмова у којима није играо.
На ТВ се први пут појавио у првој уживо емитованој драми ТВ Београд Погубљење 1958. године. Велику популарност је стекао улогом Родољуба Петровића у дуговечној серији Позориште у кући. Године 1963. био је с Миленом Дравић домаћин у новогодишњем шоу-програму Дугме за пети спрат. Током 1976. и 1977. водио је забавни шоу програм Част ми је позвати вас на ТВ Београд.
Средином 1990-их је одиграо улогу симпатичног италијанско-српског племића варалице Контеа Марија Марка дел Тинторета у серији Срећни људи Синише Павића.
Остварио је више од 100 улога у ТВ драмама, серијама, забавним емисијама и другим ТВ програмима на ТВ Београд (данас Радио Телевизија Србије), Телевизији Нови Сад, Телевизији Сарајево и другим.

### Радио
На Радио Београду остварио је више од 340 улога у Драмском програму (први пут пред микрофоном 1953. у драми Цврчак на огњишту по Дикенсу). Крајем 1980-их је водио радио програм Забавник на Радио Београду, а учествовао је и у другим забавним емисијама ове радио станице.

### Цртани филмови
Стојиљковић је такође позајмљивао гласове јунацима бројних цртаних филмова али је остао највише упамћен као Патак Дача, Пепе ле Твор, Оптимус Прајм из Трансформерса и Рафаело и Леонардо из Нинџа корњача.

### Последње године
Почетком октобра 2014. године Ђуза је доживео мождани удар. Из Клиничког центра пребачен је на Институт за рехабилитацију у Сокобањској улици. Крајем маја 2015. године Ђуза је пребачен на Клинику за инфективне и тропске болести Клиничког центра Србије, где је и преминуо 17. јуна 2015. у 86. години.
Комеморација поводом смрти барда српског глумишта одржана је 22. јуна у препуној дворани Атељеа 212 на сцени „Мира Траиловић”. Од Ђузе су се опростиле бројне колеге и пријатељи (Бранимир Брстина, Светлана Цеца Бојковић, Никола Ристановски и др.).
Ђуза је кремиран у уторак 23. јуна у 15 часова на Новом гробљу у Београду. Урна је положена у гробницу родитеља његове супруге Душанке, Живка и Вере Врањанац, на Новом гробљу у Београду.

### Награде и признања
- Диплома KУД студената Београда "Бранко Крсмановић" – "признање и трајна успомена на рад у Друштву" (1952)
- Златни микрофон" РТВ Београд као водитељу радио-емисије Суботом увече – "Велико тон и ТВ такмичење" (1967)
- Плакета Радио-Београда поводом 20. рођендана Веселе вечери 1949-1969. "за мукотрпне године весеља" (1969)
- Стеријина награда за улогу у представи На лудом, белом камену Борислава Пекића (Атеље 212) на Стеријином позорју у Новом Саду (1972)
- Награда "Глумачки пар године" (са Станиславом Пешић) у серији Позориште у кући по избору читалаца ТВ новости на Филмским сусретима у Нишу (1972)
- Награда "Најпопуларно ТВ лице 1972" у Југославији скопског листа "Вечер" (1972)
- Награда "Најпопуларно ТВ лице 1973" у Југославији скопског листа "Вечер" (1973)
- Награда "Глумачки пар године" (са Станиславом Пешић) у серији Позориште у кући по избору читалаца ТВ новости на Филмским сусретима у Нишу (1974)
- "Сребрни венац" загребачке ревије "Студио" (1974)
- Плакета Телевизије Београд поводом 20. годишњице 1958-1978. (1978)
- Статуета "Ћуран" за улогу Инспектора у представи Инспекторове сплетке Ранка Маринковића (Београдско драмско позориште) на Данима комедије у Светозареву (1979)
- Октобарска награда града Београда за улогу Палмира ла Kрочеа званог Фрулица у представи Вечерас импровизујемо Луиђија Пирандела (Београдско драмско позориште) (1983)
- Признање Градске самоуправне интересне заједнице културе Београда за најбоље остварење у 1982. години, креација у представи Сабирни центар Душана Ковачевића (Београдско драмско позориште) (1983)
- Златни ловор-вјенац за улогу Фрулице у представи Вечерас импровизујемо Луиђија Пирандела (Београдско драмско позориште) на Фестивалу МЕС у Сарајеву (1984)
- Златни ловор-вјенац за улоге Моногамова у Чапљи Василија Аксјонова (Атеље 212) и Поткољосина у Женидби Николаја Гогоља (Београдско драмско позориште) на Фестивалу МЕС у Сарајеву (1986)
- Прстен и сребрни новац (са ликовима Лазара Хребељановића и Милице кнегиње) Крушевачког позоришта, поводом 40 година уметничког рада Властимира Ђузе Стојиљковића (1991)
- Први добитник Дипломе "Бора Михаиловић" Крушевачког позоришта "за допринос позоришном животу Крушевца и Србије" (1993)
- Награда "Најслађи смех" на Ревији позоришних комедија Крушевачког позоришта, за комичну бравуру вечери, у улози Срећковића у представи Шума Николаја Островског (1995)
- Специјална награда "За племенито партнерство" (са Браниславом Цигом Јеринићем) у представи Шума (Крушевачко позориште) на Сусретима "Јоаким Вујић" у Нишу (1995)
- Попрсје "Бора Станковић" за креацију у представи Легија части Братислава Петковића (Позориште "Модерна гаража") на "Бориним данима" у Врању (1999)
- Награда публике за улогу у представи Велики дан Слободана Стојановића (Београдско драмско позориште) на Свечаностима "Миливоје Живановић" у Пожаревцу (2000)
- Годишња награда за допринос развоју Музеја аутомобила (2001)
- "Добричин прстен" Удружења драмских уметника Србије, награда за животно дело у доприносу позоришној уметности (2001)
- Специјална награда "Ардалион" ансамблу представе Брана Kонора Мекферсона (Атеље 212) за колективну игру на Југословенском позоришном фестивалу у Ужицу (2005)
- Награда "Раша Плаовић" Народног позоришта из Београда за најбољу улогу на београдским сценама у представи Трг хероја Томаса Бернхарда (Атеље 212) (2006)
- Статуета "Златни ћуран" за животно дело на Данима комедије у Јагодини (2009)
- Плакета за изузетан допринос радиофонији "Витомир Богић" Радио Београда (2010)
- Награда "Ардалион" за епизодну улогу у представи Шума блиста Милене Марковић (Атеље 212) на Југословенском позоришном фестивалу у Ужицу (2010)
- Посебна награда "Вељко Маричић" за допринос казалишној умјетности за улогу у представи Господа Глембајеви Мирослава Kрлеже (Атеље 212) на Међународном фестивалу малих сцена у Ријеци (2011)
- Награда "Зоранов брк" за најбољег глумца вечери у представи Отац на службеном путу Абдулаха Сидрана (Атеље 212) на Данима Зорана Радмиловића у Зајечару (2011)
- Награда "Зоран Радмиловић" за најбољег глумца Фестивала за улогу у представи Отац на службеном путу Абдулаха Сидрана (Атеље 212) на Данима Зорана Радмиловића у Зајечару (2011)
- Награда за најбоље глумачко остварење у представи Отац на службеном путу Абдулаха Сидрана (Атеље 212) на Фестивалу босанскохерцеговачке драме у Зеници (2011)
- Сребрњак са ликом Љубомира Муција Драшкића за улогу у представи Отац на службеном путу Абдулаха Сидрана (Атеље 212) на Муцијевим данима у Београду (2011)
- Награда за најбољу мушку улогу у представи Отац на службеном путу Абдулаха Сидрана (Атеље 212) на Југословенском позоришном фестивалу у Ужицу (2011)
- Гран при за најбољу мушку улогу у представи Отац на службеном путу Абдулаха Сидрана (Атеље 212) на Сусретима позоришта/казалишта БиХ у Брчком (2011)
- Награда Града Београда за најбоље остварење у музичко-сценској делатности за глумачко остварење у представи Отац на службеном путу Абдулаха Сидрана (Атеље 212) (2011)
- Статуета "Јоаким Вујић" за изузетан допринос развоју позоришне уметности Србије у Kњажевско-српском театру у Крагујевцу (2012)
- Награда стручног жирија "Спомен на глумца" за најбоље глумачко остварење вечери за улогу у представи Отац на службеном путу Абдулаха Сидрана (Атеље 212) на Данима Миливоја Живановића у Пожаревцу (2012)
- Награда за најбоље глумачко остварење за улогу у представи Отац на службеном путу Абдулаха Сидрана (Атеље 212) на Фестивалу медитеранског театра Пургаторије у Тивту (2012)
- Награда за најбољу улогу у представи Елијахова столица Игора Штикса (Југословенско драмско позориште) на Театар-фесту "Петар Kочић" у Бањој Луци (2013)
- Стеријина награда за нарочите заслуге на унапређењу позоришне уметности и културе на Стеријином позорју у Новом Саду (2015)
- Гран при "Наиса" за најбољу улогу у филму Без степеника у режији Марка Новаковића на Филмским сусретима у Нишу (2015)

## Филмографија
|                   | 1950▼ | 1960▼ | 1970▼ | 1980▼ | 1990▼ | 2000▼ | 2010▼ | Укупно |
| ----------------- | ----- | ----- | ----- | ----- | ----- | ----- | ----- | ------ |
| Дугометражни филм | 3     | 8     | 0     | 2     | 2     | 0     | 2     | 17     |
| ТВ филм           | 2     | 19    | 19    | 10    | 12    | 5     | 2     | 69     |
| ТВ серија         | 0     | 6     | 12    | 5     | 5     | 4     | 3     | 35     |
| ТВ мини серија    | 0     | 2     | 0     | 2     | 0     | 0     | 0     | 4      |
| ТВ кратки филм    | 0     | 0     | 1     | 0     | 0     | 0     | 0     | 1      |
| Укупно            | 5     | 35    | 32    | 19    | 19    | 9     | 7     | 126    |

| Год.       | Назив                                         | Улога                                           |
| ---------- | --------------------------------------------- | ----------------------------------------------- |
| 1950-е▲    |                                               |                                                 |
| 1957.      | Туђа земља                                    |                                                 |
| 1957.      | Поп Ћира и поп Спира                          | Шандор-Шаца — берберин                          |
| 1958.      | Погубљење (ТВ филм)                           |                                                 |
| 1958.      | Николетина Бурсаћ (ТВ филм)                   | Јовица Јеж                                      |
| 1959.      | Ноћи и јутра                                  | Зира                                            |
| 1960-е▲    |                                               |                                                 |
| 1960.      | Дилижанса снова                               | Мишић Нотарош                                   |
| 1960.      | Дан четрнаести                                |                                                 |
| 1960.      | Љубав и мода                                  | Певач (песма „Девојко мала”)                    |
| 1960.      | Сервисна станица (ТВ серија)                  |                                                 |
| 1961.      | Серафимов клуб (ТВ серија)                    |                                                 |
| 1961.      | Нема малих богова                             | Бранко Стошић                                   |
| 1961.      | Лето је криво за све                          | Келнер                                          |
| 1961.      | Мица и Микица (ТВ филм)                       | Микица                                          |
| 1961.      | Сама сам вечерас (ТВ филм)                    |                                                 |
| 1962.      | Новогодишњи поклон                            |                                                 |
| 1962.      | Приче из хотела (ТВ филм)                     | Собар                                           |
| 1963.      | Приче о јунацима (ТВ филм)                    |                                                 |
| 1963.      | Микрофон је ваш (ТВ филм)                     |                                                 |
| 1963.      | Дугме за пети спрат                           |                                                 |
| 1963.      | Ћутљива жена                                  |                                                 |
| 1963—1964. | На слово, на слово (ТВ серија)                | Ђуза                                            |
| 1964.      | Позориште у 6 и 5 (ТВ серија)                 |                                                 |
| 1964.      | Пут око света                                 | Изасланик III                                   |
| 1965.      | Чувај ми Амелију                              |                                                 |
| 1965.      | Дактилографи (ТВ филм)                        | Пол                                             |
| 1967.      | Љубавни санс                                  |                                                 |
| 1967.      | Љубав преко ноћи (ТВ филм)                    | Среја                                           |
| 1968.      | Операција Београд                             | Инжењер Воја                                    |
| 1968.      | Изгубљено писмо                               |                                                 |
| 1968.      | Првокласни хаос (ТВ серија)                   |                                                 |
| 1968.      | Тако је ако вам се тако чини (ТВ филм)        | Ламберто Лаудиси                                |
| 1969.      | Непријатељ народа (ТВ филм)                   | Др. Стокман                                     |
| 1969.      | Пуслице са обрстом (ТВ филм)                  | Обер Лајтнант                                   |
| 1969.      | Скандал                                       |                                                 |
| 1969.      | Зигмунд Брабендер, ловац и сер (серија)       | Зигмунд Брабендер                               |
| 1969.      | Необавезно (Документарни филм)                |                                                 |
| 1969.      | На дан пожара (ТВ филм)                       | Лале                                            |
| 1969.      | Ко ће да спасе орача (ТВ филм)                | Лери Дојл                                       |
| 1969.      | Рађање радног народа (ТВ серија)              | Ђорђе „Двопрсташ” Милићевић                     |
| 1969.      | Силом отац                                    | Арсин син Душан                                 |
| 1969.      | Љубав на старински начин (ТВ серија)          |                                                 |
| 1970-е▲    |                                               |                                                 |
| 1970.      | Недеља у предграђу (ТВ филм)                  |                                                 |
| 1970.      | Десет заповести (ТВ серија)                   |                                                 |
| 1971.      | Велики посао (ТВ филм)                        | Јоел Бранд                                      |
| 1971.      | Суђење Флоберу ((ТВ филм)                     |                                                 |
| 1971.      | На слово, на слово (ТВ серија)                | Ђуза                                            |
| 1971.      | Нирнбершки епилог (ТВ филм)                   | Судски психијатар Гилберт                       |
| 1971.      | С ванглом у свет (ТВ серија)                  | Ујак                                            |
| 1971.      | Чедомир Илић (ТВ серија)                      | Зарија Ристић                                   |
| 1971.      | Дипломци (ТВ серија)                          | Димитрије Мита Црњавчевић                       |
| 1972.      | Глумац је, глумац                             |                                                 |
| 1972.      | Човек који је бацио атомску бомбу на Хирошиму |                                                 |
| 1972.      | Волим те Аксаније                             |                                                 |
| 1972.      | Паљење Рајхстага (ТВ кратки филм)             |                                                 |
| 1972.      | Лутка оперета (ТВ серија)                     |                                                 |
| 1972.      | Смех са сцене: Атеље 212                      | Ујак                                            |
| 1971-1972. | Хајде да растемо                              | Ђуза                                            |
| 1972.      | Ћелава певачица                               |                                                 |
| 1972.      | Мртво лишће (ТВ филм)                         | Нино                                            |
| 1972.      | Прождрљивост                                  |                                                 |
| 1972.      | Луди ујка                                     |                                                 |
| 1973.      | Диогенес                                      |                                                 |
| 1973.      | Самоћа (ТВ филм)                              |                                                 |
| 1973.      | Бомбардовање Њу Хејвна (ТВ филм)              | Наредник Хендерсон                              |
| 1972—1973. | Позориште у кући (ТВ серија)                  | Родољуб „Рођа” Петровић                         |
| 1973.      | Луди речник (ТВ серија)                       |                                                 |
| 1973.      | Образ уз образ (ТВ серија)                    | Ђуза                                            |
| 1973.      | Црвена башта                                  |                                                 |
| 1974.      | Генерали или сродство по оружју               | Рајнер Марија Зигфрид фон Блауринг              |
| 1973—1974. | Позориште у кући 2 (ТВ серија)                | Родољуб Рођа Петровић                           |
| 1975.      | Вага за тачно мерење (ТВ серија)              |                                                 |
| 1975.      | Позориште у кући 3 (ТВ серија)                | Родољуб „Рођа” Петровић                         |
| 1976.      | Успон и пад Жике Проје (ТВ серија)            | Казимир                                         |
| 1976.      | Укрштене речи (ТВ филм)                       |                                                 |
| 1976.      | Кухиња (ТВ филм)                              | Кевин                                           |
| 1976.      | Част ми је позвати вас (ТВ серија)            | Водитељ                                         |
| 1977.      | Више од игре (ТВ серија)                      | Апотекар Бели                                   |
| 1978.      | Молијер (ТВ филм)                             | Краљ                                            |
| 1980-е▲    |                                               |                                                 |
| 1980.      | Усељење                                       |                                                 |
| 1981.      | Седам плус седам                              | Ђуза                                            |
| 1981.      | 500 када (ТВ)                                 | Стојко Стојковић                                |
| 1981.      | Била једном љубав једна                       |                                                 |
| 1980—1981. | Позориште у кући 4 (ТВ серија)                | Родољуб „Рођа” Петровић                         |
| 1981.      | Светозар Марковић (ТВ серија)                 |                                                 |
| 1981.      | Наши песници (ТВ серија)                      |                                                 |
| 1982.      | Стеница (ТВ филм)                             |                                                 |
| 1982.      | Београд некад и сад (ТВ филм)                 | Станојло & Јагош                                |
| 1984.      | Несрећна Кафина (ТВ филм)                     | Краљ Ритибим                                    |
| 1984.      | Позориште у кући 5 (ТВ серија)                | Родољуб Рођа Петровић                           |
| 1985.      | Приче из бечке шуме                           |                                                 |
| 1987.      | Децо, певајте са нама (ТВ серија)             |                                                 |
| 1988.      | Мала Нада (серија)                            | Кицош, лопов                                    |
| 1988.      | Новогодишња прича (ТВ филм)                   | Маринко                                         |
| 1988.      | За сада без доброг наслова                    | ДП радник                                       |
| 1988.      | Заборављени (филм)                            | Доктор                                          |
| 1989.      | Свети Георгије убива аждаху (ТВ филм)         | Доктор Константин Грк                           |
| 1989.      | Мистер Долар (ТВ филм)                        | Господин Матковић                               |
| 1989.      | Лаку ноћ децо (серија)                        | Мачак                                           |
| 1990-е▲    |                                               |                                                 |
| 1990.      | Гала корисница: Атеље 212 кроз векове         |                                                 |
| 1990.      | Заборављени (ТВ серија) (ТВ серија)           | Доктор психолог                                 |
| 1990.      | Почетни ударац                                | Доктор                                          |
| 1991.      | Оружје збогом                                 |                                                 |
| 1991.      | У име закона (ТВ серија)                      | Радоје Станојевић                               |
| 1991.      | Холивуд или пропаст                           |                                                 |
| 1993.      | Нико није савршен (ТВ филм)                   | Петар/Пјер                                      |
| 1993.      | Мрав пешадинац                                |                                                 |
| 1993.      | Осмех Маргарет Јурсенар (ТВ филм)             | Барбије Млађи, инжењер грађевине                |
| 1995.      | Отворена врата (ТВ серија)                    | Антоније Мицић                                  |
| 1996.      | Шума                                          |                                                 |
| 1996.      | Очеви и оци (ТВ филм)                         | Стеван Медаковић                                |
| 1995—1996. | Срећни људи 2 (ТВ серија)                     | Маринко Биџић / Конте Марио Марко дел Тинторето |
| 1996.      | Срећни људи: Новогодишњи специјал             | Конте Марио Марко дел Тинторето                 |
| 1997.      | Лажа и паралажа (ТВ филм)                     | Марко Вујић                                     |
| 1997.      | Гранд Прикс (ТВ филм)                         | Лазар Радић                                     |
| 1998.      | Бекство (ТВ филм)                             | Африкан                                         |
| 1998.      | Кнегиња из Фоли Бержера (ТВ филм)             | Кнез Пицењев                                    |
| 2000-е▲    |                                               |                                                 |
| 2001.      | Близанци (ТВ филм)                            | Психијатар                                      |
| 2003.      | Најбоље године (ТВ серија)                    | Комшија                                         |
| 2003.      | Наша мала редакција (ТВ серија)               | Мишко                                           |
| 2004.      | Цветови зла (ТВ филм)                         | Глигорије Гига Гершић                           |
| 2004.      | Лифт (ТВ серија)                              | Пензионер Милићевић                             |
| 2005.      | На Бадњи дан (ТВ филм)                        | Слуга Јован                                     |
| 2005.      | Флерт (филм)                                  | глуми самог себе (глас, архивски снимци)        |
| 2005—2006. | Стижу долари 2 (ТВ серија)                    | Александар „Лека” Љутић                         |
| 2006—2007. | Бела лађа (серија)                            | Гаврило Петричевић                              |
| 2008.      | Звер на месецу (ТВ)                           | Винсент                                         |
| 2008.      | Ближњи (ТВ)                                   | Божидар Гостиљац                                |
| 2008.      | Бела лађа 2 (серија)                          | Гаврило Петричевић                              |
| 2010-е▲    |                                               |                                                 |
| 2010.      | Оно као љубав                                 | Ђорђе Стаменковић                               |
| 2010.      | Златно теле                                   | Паниковски                                      |
| 2011.      | Октобар                                       | Паниковски                                      |
| 2006—2012. | Бела лађа                                     | Гаврило Петричевић                              |
| 2014.      | Монтевидео, видимо се!                        | Стари Станоје                                   |
| 2014.      | Монтевидео, Бог те видео!                     | Стари Станоје                                   |
| 2015.      | Без степеника                                 | Славиша Петронијевић                            |

## Награде и признања (избор)
- Добричин прстен, највеће глумачко признање у Србији за животно дело (2001)
- Златни ћуран, за животно дело глумцу комичару (2009)
- Статуета Јоаким Вујић, за изузетан допринос развоју позоришне уметности Србије (2012)
- Стеријина награда за улогу у представи На лудом белом камену (1972)
- Награда Раша Плаовић за најбоље глумачко остварење на свим београдским позоришним сценама у сезони 2006/2007, за улогу у представи Трг хероја
- Статуета Ћуран за улогу у представи Инспекторове сплетке на фестивалу Дани комедије у Јагодини (1979)
- Глумачки пар године „Она и он”, са Станиславом Пешић на Филмским сусретима у Нишу (1973)
- Глумачки пар године „Она и он”, са Станиславом Пешић на Филмским сусретима у Нишу (1974)
- Гран при Наиса, за најбољу улогу у филму Без степеника на Филмским сусретима у Нишу (2015)